# James Watt
James Watt, škotski izumitelj, inženir in kemik, * 30. januar 1736, Greenock, Inverclyde, Škotska, † 25. avgust 1819, Heathfield, Sussex, Anglija.
Leta 1781 je Izboljšal parni stroj Thomasa Newcomna iz leta 1712. Wattov parni stroj je bil kjučnega pomena za industrijsko revolucijo v Združenem kraljestvu in drugod po svetu.
James Watt se je za tehnologijo parnih strojev začel zanimati kot izdelovalec instrumentov na Glasgowski univerzi. Ugotovil je, da parni stroj izgublja ogromno energije s stalnim segrevanjem in hlajenjem parnega valja. Stroj je izboljšal z uvedbo ločenega kondenzatorja, s katerim se je izognil izgubam energije in radikalno povečal moč, učinkovitost in stroške delovanja parnega stroja. Nazadnje je stroj dodelal tako, da je premo gibanje bata pretvoril v vrtenje, s čimer se je njegova uporabnost zelo razširila.
Svojo iznajdbo je poskušal komercializirati, kar je presegalo njegove finančne zmožnosti, zato je leta 1775 sklenil partnerstvo z industrijalcem Matthewom Boultonom. Družba Boulton in Watt je postala zelo uspešna in Watt je obogatel. Po upokojitvi je začel razvijati nove iznajdbe, ki niso bile pomembne za njegov parni stroj. Umrl je leta 1819 star 83 let.
Razvil je koncept konjske moči. Po njem se imenuje watt, SI enota za moč.

## Življenje
James Watt je bil rojen  19. januarja 1736 v Greenocku, Renfrewshire, pristanišču na Firth of Clyde. Njegov oče je bil ladjedelec, ladjar in podjetnik in je služil kot glavni mestni baillie. Mati Agneza  Muirhead je bila iz bogate družine in dobro izobražena. Oba starša sta bila prezbiterijanca. Wattov stari oče Thomas Watt je bil učitelj matematike in  baillie cartsburnskega barona. James je kljub temu, da je imel verne starše, kasneje postal deist.
V šolo ni hodil redno. Na začetku ga je doma poučevala predvsem njegova mati, kasneje pa je obiskoval osnovno šolo v Greenocku.  Bil je zelo spreten,  strokovno podkovan in nadarjen matematik, medtem ko ga latinščina in grščina nista znimali.
Ko je bil star osemnajst let mu je umrla mati in očetovo zdravje pa je začelo pešati. James se je preselil v London, kjer je eno leto preučeval izdelavo instrumentov, potem pa se je vrnil v Glasgow na Škotsko in ustanovil svojo delavnico za izdelavo instrumentov. Izdeloval in popravljel je medeninaste  zrcalne kvadrante, vzporedna ravnila, tehtnice in dele teleskopov in barometrov. Ker ni opravil sedemletnega pripravništva, je glasgowski ceh kladivarjev, ki je bil pristojen tudi za umetnike, ki so uporabljali kladivo, njegovo delavnico zaprl, čeprav je bil edini izdelovalec matematičnih instrumentov na Škotskem.
Watta je iz zagate rešila pošiljka astronomskih instrumentov, ki jih je Alexander Macfarlane v oporoki zapustil Glasgowski univerzi. Za njihovo popravilo je bil potreben strokovnjak. Watt je instrumente popravil in bil zato plačan. Kasneje so mu trije univerzitetni profesorji ponudili možnost, da v okviru univerze ustanovi majhno delavnico. Delavnica je začela delovati leta 1757. Profesor fizike in kemije Joseph Black in slavni politični ekonomist Adam Smith sta postala njegova prijatelja.
Watt je sprva vzdrževal in popravljal znanstvene instrumente, ki so jih uporabljali na univerzi, demonstiral njihovo delovanje in uporabo in razširil svojo proizvodnjo kvadrantov. Leta 1759 je sklenil partnertstvo z arhitektom in poslovnežem Johnom Craigom, s katerim sta proizvajala in prodajala več proizvodov, med njimi tudi glasbene instrumente in igrače. Partnerstvo je trajalo šest let in zaposlovalo šestnajst delavcev. Po Craigovi smrti leta 1765 je posel prevzel eden od zaposlenih z imenom Alex Gardner. Proizvodnja se je ohranila do 20. stoletja.
Leta 1764 se je poročil z daljno sorodnico  Margaret (Peggy) Miller, s katero je imel pet otrok. Odrasla sta samo dva:  James mlajši (1769–1848) in Margaret (1767–1796). Margaret je umrla na porodu leta 1772. Leta 1777 se je ponovno poročil, tokrat z Ann MacGregor, hčerko glasgowskega proizvajalca barvil, s katero je imel dva otroka: Gregoryja (1777–1804),  ki je postal geolog in mineralog, in Janet (1779–1794). Ann je umrla leta 1832. Od leta 1777 do 1790 so živeli na Regent Place v Birminghamu.

### Zgodba o čajniku
Priljubljena zgodba pravi, da je Wattov izum parnega stroja navdihnilo opazovanja pokrova, ki ga je na čajniku dvigovala para. Zgodba ima več različic. Watt seveda ni izumil parnega stroja, kot trdi zgodba, ampak je s prigraditvijo kondenzatorja znatno izboljšal Newcomenov parni stroj. Delovanje parnega stroja je nekomu, ki ne pozna termodinamike, težko razložiti. Zgleda, da si je zgodbo o čajniku izmislil sin James Watt mlajši, da bi delovanje stroja laže razložil svojim otrokom.  V tem smislu je zgodba podobna zgodbi Isaaca Newtona o padajočem jabolku in odkritju težnosti.

### Prvi poskusi s paro
Leta 1759 je Wattov prijatelj John Robison usmeril njegovo pozornost na rabo pare kot gonilne sile. Newcomenov atmosferski stroj, ki je bil v rabi že skoraj 50 let za črpanje vode iz rudnikov, se od njegove uvedbe ni spremenil. Watt je začel eksperimentirati s paro, čeprav ni nikoli videl delujočega parnega stroja. Prvi model ni deloval zadovoljivo, vendar je še naprej eksperimentiral in začel brati vse, kar je bilo napisano o parnih strojih. Začel je spoznavati pomembnost latentne toplote - toplotne energije, ki se sprosti ali absorbira med izotermnimi procesi, in razumevati stroj, ki ga je nekaj let pred tem izumil njegov prijatelj Joseph Black. Tedanje razumevanje delovanja parnega stroja je bilo zelo primitivno. Znanstvena termodinamika ga je formalizirala šele sto let kasneje.
Leta 1763 so Watta prosili, naj popravi model Newcomenovega stroja, ki ga je imela univerza. Stroj je tudi po popravilu komaj deloval. Po več poskusih je Watt ugotovil, da se več kot tri četrtine toplotne energije pare porabi za segrevanje pogonskega valja.  Izgubo energije je povzročala hladilna voda, ki so jo v vsakem ciklu vbrizgali v valj, da je kondenzirala paro in zmanjšala njen tlak. Večina toplotne energije se zato ni pretvorila v mehansko delo.
Wattova ključna izboljšava stroja se je zgodila maja 1765,  ko je kondenzacijo pare preusmeril v kondenzator, ločen od pogonskega valja, s čimer je temperatura valja ostala nespremenjena. Ponovno ogrevanje valja ni bilo več potrebno, zato se je v delo pretvoril mnogo večji del toplotne energije. Še isto leto je izdelal delujoč model svojega parnega stroja.
Izdelava uporabnega parnega  stroja je kljub delujočemu modelu povzročala velike težave. Zahtevala je predvsem veliko kapitala. Nekaj ga je prispeval Black, veliko več pa John Roebuck, ustanovitelj železarne  Carron Iron Works pri Falkirku, s katerim je Watt sklenil partnerstvo. Roebuck je živel v Kinneil Houseu v Bo'nessu in dal Wattu na razpolago manjšo zgradbo ob svoji hiši, v kateri je  izpopolnjeval parni stroj. Zidovje koče in velik del enega od njegovih poskusnih strojev so se ohranili.
Največ tehničnih težav sta povzročala izdelava bata in valja, ker so bili takratni obdelovalci železa bolj kovači kot sodobni strojniki in niso mogli izdelati komponent z zahtevano natančnostjo. Veliko denarja se je porabilo tudi  za pridobitev patenta za Wattov izum. Ko so finančni viri presahnili, je bil Watt prisiljen, da se je za osem let zaposlil, najprej kot geometer in nato kot gradbeni inženir.
Ko je Roebuck bankrotiral,  je patentne pravice do Wattovega izuma pridobil  Matthew Boulton, lastnik  Soho Manufactory pri  Birminghamu. Leta 1775 je dosegel, da so se patentne pravice podaljšale do leta 1800. V tistem času je bil za pridobitev patenta potreben zakon, ki ga je sprejel parlament.
Wattu je uspelo preko  Boultona dobiti nekaj najboljših kovinarjev na svetu. Težavo z izdelavo velikega valja s tesno prilegajočim se batom je rešil  John Wilkinson, ki je v  Bershamu v severnem Walesu razvil tehniko natančnega  vrtanja topovskih cevi. Watt in Boulton sta sklenila zelo uspešno partnerstvo, ki je trajalo petindvajset let.

### Prvi stroji
Prvi delujoči in komercialno upešni parni stroji so bili proizvedeni leta 1776. Uporabljali so se predvsem za pogon vodnih črpalk v rudnikih. Watt je bil naslednjih pet let zelo zaposlen z instaliranjem svojih strojev, največ v Cornwallu.
Teh strojev ni proizvedla družba Boulton in Watt, ampak drugi proizvajalci po Wattovih načrtih in pod njegovim nadzorom. Postavitev strojev in njihov zagon je sprva nadziral sam, kasneje pa njegovi pooblaščenci. Stroji so bili veliki. Prvi, na primer,  je imel premer valja 50 palcev (1270 mm) in bil visok okrog osem metrov. Boulton in Watt sta zaračunavala letno plačilo v višini ene tretjine vrednosti premoga, prihranjenega v primerjavi z Newcomenovim strojem z enako močjo.
Uporabnost parnega stoja se je zelo razširila potem, ko je Boulton od Wata  zahteval, da premo gibanje stroja pretvori v vrtenje, uporabno za drobljenje, tkanje in valjanje. Najenostavnejša rešitev za pretvorbo gibanja je bila gonilka, ki jo je patentiral James Pickard in njeno uporabo pogojeval z dovoljenjem za uporabo Wattovega zunanjega  kondenzatorja. Watt se s tem ni strinjal in razvil in leta 1781 patentiral planetni pogon.
V naslednjih šestih letih je opravil številne spremembe in izboljšave parnega stroja. Ena od njih je bil stroj z dvojnim delovanjem, v katerem je para delovala izmenično na obeh straneh istega bata. Opisal je tudi metode za delovanje stroja pri tlakih, znatno višjih od zračnega tlaka, in pogon z dvema ali več sinhroniziranimi parnimi stroji. Za izboljšave so mu leta 1781 in 1782 podelili še dva patenta. Številne izbljšave je vpeljal tudi v proizvodnem procesu in pri montaži.
Ena od izboljšav je bil PV diagram, ki je kazal približni tlak pare v valju v odvisnosti od prostornine in je bil poslovna skrivnost. Druga pomembna izboljšava, na katero je bil Watt zelo ponosen, je bil mehanizem vzporednega gibanja, ki je omogočil, da je stroj z dvojnim delovanjem, katerega  konca pogonskega vzvoda sta se gibali krožno, ustvarjal premočrtno gibanje, ki sta ga pogojevali batnici stroja in črpalke. Sistem je patentiral leta 1784. Zaporni ventil in centrifugalni regulator, ki sta uravnavala moč stroja in preprečevala, da bi stroj »pobegnil«, je patentiral leta 1788. Parni stroj s temi izboljšavami je imel pet krat večji izkoristek kot Newcomenov.
Parni kotli so bili na zelo nizki tehnološki ravni. Pogosto so slabo tesnili in bili eksplozijsko nevarni, zato je Watt prepovedal uporabo visokotlačne pare. Vsi njegovi stroji so delovali pri približno zračnem tlaku.

### Kršitve patentnih pravic
Parne stroje za družbo Boulton in Watt je začel leta 1781 proizvajati Edward Bull v Cornwallu. Bull  je začel leta 1792 proizvajati parne stroje po svojih načrtih. Stroji so zaradi vgrajenih ločenih kondenzatorjev kršili Wattove  patentne pravice. Približno takrat sta začela modificirane  Newcomenove stroje s prigrajenim kondenzatorjem proizvajati tudi brata Jabez Carter Hornblower in Jonatan Hornblower in nekaj drugih proizvajalcev. Lastniki cornwallskih rudnikov so poskušali Wattu dokazati, da stroji ne kršijo njegovih patentnih pravic, po propadu družbe Boulton in  Watt leta 1795 pa so prenehali plačevati licence. Watt je od dolga, vrednega 21.000 £, enakovrednega 1.960.000 £ leta 2015, uspel dobiti samo 2.500 £ in bil prisiljen, da svoje zahteve  izterja na sodišču.
Najprej je leta 1793  obtožil Bulla. Sodišče je odločilo v Wattovo korist, odločanje o veljavnosti ali neveljavnosti patenta pa je  prepustilo naslednjemu sojenju. Kršiteljem so istočasno izrekli prepoved uporabe in proizvodnje in jih prisilili k plačilu določene vsote denarja, ki naj bi bila zálog za poplačilo Wattovih zahtev. Sojenje o veljavnosti specifikacij, določenih v patentnem spisu, je bilo naslednje leto in se je končalo brez dokončne sodbe. Sodne prepovedi toženim so ostale v veljavi, zato so vsi toženi, razen Jonathana Hornblowerja, sklenili poravnati svoje dolgove.  Leta 1796 je dolgove poravnal tudi nekdanji Wattov prijatelj John Wilkinson, ki je rešil problem natančnega vrtanja parnega valja in je brez Wattovega dovoljenja proizvedel približno dvajset parnih strojev.   Hornblowerjevo pritožbo je kmalu zatem obravnavalo sodišče, na katerem je senat štirih sodnikov leta 1799 presodil v Wattovo korist.   
Sodni procesi so bili  izredno dragi, dolgotrajni in  dokaj uspešni, toda   Boulton in Watt nista nikoli dobila vsega, kar so jima dolgovali.

### Kopiranje dokumentov
Pred letom  1780 ni bilo nobene dobre metode za kopiranje pisem ali risb. Edina metoda, ki se je uporabljala samo občasno, je bila mehanska in je uporabljala več med seboj povezanih pisal. Watt je jo je nekaj časa poskušal izboljšati, vendar je odnehal, ker je bila preveč okorna. Namesto tega je poskušal fizično prenesti nekaj črnila z lica izvirnika na hrbet drugega lista papirja tako, da  ga je navlažil in pritisnil na izvirnik. Drugi list je moral biti tenak, da se je črnilo videlo skozenj, če se je obrnil proti svetlobi. Slika je bila natančna kopija izvirnika.
Watt je začel razvijati postopek leta 1779, po več poskusih izbral ustrezno  črnilo in papir, določil metodo za vlaženje posebno tankega papirja  in izbral stiskalnico, s katero je dosegel pravi pritisk za prenos črnila. Vse to je  zahtevalo  veliko eksperimentiranja, vendar je bil  kmalu  dovolj uspešen, da je že naslednje  leto postopek patentiral. Ustanovil je družbo James Watt and Co., v kateri je Boulton skrbel za finance, James Keir pa za trženje. Izpopolnjevanje postopka je zahtevalo še veliko razvojnega dela, ki so ga uspešno opravili v naslednjih nekaj letih. Boulton in Watt sta leta 1794 svoja deleža prepustila svojim sinovom. Postopek je  bil tako uspešen in se je na široko uporabljal še v 20. stoletju.

### Kemični eksperimenti
Watta je od zgodnje mladosti zanimala tudi kemija. Konec leta 1786 je med bivanjem v Parizu prisostvoval Bertholletovemu poskusu, v katerem je klorovodikova kislina reagirala z manganovim dioksidom in sprostila klor.  Sam je že pred tem odkril, da vodna raztopina klora beli tkanine. Svoje odkritje je objavil in med možnimi rivali vzbudil veliko pozornost. Po vrnitvi v Britanijo je začel eksperimentirati v upanju, da ob odkril tržno zanimiv tehnološki postopek za pridobivanje klora. Odkril je, da se klor sprošča tudi v reakciji zmesi kuhinjske soli in manganovega dioksida z žveplovo kislino in upal, da bo ta postopek cenejši od že znanega. Nastali klor je vodil v rahlo alkalno raztopino in dobil  motno raztopino, ki je imela dobre belilne lastnosti. Rezultate je odkril svojemu tastu Jamesu McGrigorju, belilcu tkanin v Glasgowu, sicer pa je metodo nameraval obdržati v tajnosti.
Z McGrigorjem in njegovo ženo je začel izkoriščati svoje odkritje in marca 1788 je McGrigor obelil 1350 m tkanine.  Približno takrat je tudi Berthollet odkril proces s kuhinjsko soljo in žveplovo kislino in svoje odkritje objavil, s čimer je proces postal javna last. Proces je imel številne pomanjkljivosti, med drugim tudi problem transportiranja tekočega proizvoda, zato so ga poskušali izboljšati na samo Watt, ampak tudi drugi.  Watta so rivali kmalu prehiteli in je izpadel iz tekmovanja, ki je trajalo do leta 1799, ko je  Charles Tennant patentiral postopek za proizvodnjo tržno uspešnega  trdnega »belilnega prahu« (kalcijev hipoklorit).
Leta 1794 je Thomas Beddoes  izbral Watta za proizvajalca laboratorijske opreme za proizvodnjo, čiščenje  in skladiščenje plinov v novi Pneumatic Institut v Hotwellsu v Bristolu. Ustanova se je ukvarjala s preučevanjem vpliva plinov, ki jih je malp pred tem odkril Humphry Davy, na človeško zdravje. Watt je več let eksperimentiral z različnimi plini, dokler niso leta 1797 raziskave zašle v slepo ulico.

### Osebnost
Watt je bil človek, ki je znal teoretična spoznanja prenesti  v prakso. Humphry Davy je zanj rekel: »Tisti, ki menijo, da je bil  James Watt samo velik praktični mehanik, imajo zelo zmotno predstavo o njegovih sposobnostih.  Odlikoval se je tudi kot prirodoslovec in kemik in njegovi  izumi kažejo njegovo globoko poznavanje teh ved  in svojske lastnosti genija, ki jih je znal prenesti v prakso.«
Drugi pomembni  možje iz obdobja industrijske revolucije so Watta zelo spoštovali. Bil je pomemben član Lunarne družbe v Birminghamu in   zelo iskan sogovornik in spremljevalec, stalno pripravljen širiti svoje obzorje. Njegovi osebni odnosi s prijatelji in partnerji so bili vedno prijetni in dolgotrajni.
Bil je tudi plodovit dopisovalec. V  letih bivanja v Cornwallu je Boultonu večktat na teden pisal dolga pisma. Svoje dosežke je nerad objavljal in jih je namesto tega raje patentiral. Bil je odličen risar.
Bil je precej slab poslovnež, ki je  še posebej sovražil barantanje  in pogajanja s tistimi, ki bi želeli uporabljati njegov parni stroj. V pismu Williamu Smallu  leta  1772 je priznal, »da bi se raje soočil z nabitim topom kot da bi izterjal  račun ali sklenil kupčijo«. Do upokojive ga je vedno bolj skrbelo in mučilo njegovo finančno stanje. Njegovo zdravje je bilo pogosto slabo. Pogosto so ga mučili glavoboli in depresija.

## Livarna Soho
Na začetku partnerstva z Boultonom je Watt samo narisal in napisal specifikacije za stroje in nadziral njihovo izdelavo. Njuna  družba ni izdelala skoraj nobenega dela stroja. Watt je večino dela opravil na svojem domu v Harper's Hillu v Birminghamu, medtem ko je Boulton delal v svoji tovarni v Sohu. Partnerja sta postopoma začela izdelovati vedno več delov in leta 1795 kupila nepremičnine na bregu Birminghamskega kanala malo več kot  kilometer daleč od Soha in tam postavila svojo livarno za proizvodnjo strojev. Soho Foundry so uradno odprli leta 1796 v času, ko sta bila Wattova sinova Gregory in James ml. že močno vključena v upravljanje podjetja. Do leta 1800, ko se je Watt upokojil, so v novi livarni proizvedli 41 strojev.

## Pozna leta
Watt se je upokojil leta 1800, v letu, v katerem se je iztekel njegov osnovni patent za parni stroj in partnerstvo z  Boultonom.  Njuno partnerstvo se je preneslo na njuna sinova Matthewa Robinsona Boultona  in  Jamesa Watta mlajšega.  Njun partner je kmalu postal  William Murdoch, dolgoletni inženir v družbi, in družba je uspevala.
James Watt je pred upokojitvijo in med njo še naprej izumljal. V svojem domu v Handsworthu, Staffordshire, je mansardno sobo preuredil v delavnico, v kateri je, med drugim, skonstruiral več naprav za kopiranje kipov in medaljonov, ki so dobro delovale, vendar jih ni patentiral. Eden od prvih kipov, ki jih je izdelal s svojo napravo, je bila majhna glava njegovega starega prijatelja, profesorja Adama Smitha. Še naprej ga je zanimalo tudi gradbeništv. Bil je svetovalec v več pomembnih projektih in, med drugim, predlagal  metodo za gradnjo gibljive cevi za črpanje vode pod Clydeom v Glasgow.
S svojo drugo ženo je odpotoval v Francijo in Nemčijo in kupil posestvo Doldowlod House  v srednjem Walesu in ga zelo polepšal.
Leta 1816 je šel na izlet s parnikom Comet, proizvodom njegovih iznajdb, in obiskal svoj dom v Greenocku.
Umrl je na svojem domu 25. avgusta 1819, star 83 let. Pokopali so ga 2.septembra na pokopališču Marijine cerkve v Handsworthu.  Cerkev se je kasneje razširila, tako da je njegov grob zdaj v cerkvi.

## Prispevek Williama Murdocha
William Murdoch se je družbi  Boulton in  Watt pridružil leta 1777. Sprva je delal v vzorkarni v Sohu in kmalu zatem začel postavljati parne stroje v Cornwallu.  Postal je pomemben član družbe  in veliko prispeval k njenemu uspehu. Bil je zelo sposoben mož, ki je tudi sam razvil nekaj izboljšav.
John Griffiths, ki je leta 1992 napisal njegov življenjepis, je trdil, da je Watt odvrnil Murdocha od dela z visokotlačno paro, ker je upravičeno menil, da je delo z visokotlačnimi kotli takratne kakovosti nevarno. Prekinitev razvoja je za nekaj časa zavrla razvoj parnih lokomotiv.
Watt je leta 1781 patentiral planetni pogon in centrifugalni regulator, katera je verjetno izumil Murdoch. Patent ni bil za Murdocha nikoli sporen, planetni pogon pa je družba Boulton in Watt uporabljala še dolgo potem, ko se je leta 1794 iztekel patent za gonilko. Murdoch je leta 1810 postal partner podjetja in v njem ostal do svoje upokojitve  leta 1830, ko je bil star 76 let.

## Zapuščina
Wattove izboljšave parnega stroja so stroj »pretvorile iz  pogonskega stroja z omejeno učinkovitostjo v gonilno silo industrijske revolucije«. Dostopnost, učinkovitost in zanesljivost  stroja je povečala donosnost številnih industrijskih vej in spremenila svetovno gospodarstvo. Prinesla je ogromno družbenih sprememb in  pritegnila milijone podeželskih družin, da so se preselile v mesta.

## Časti
Watt je bil že v njegovem času zelo cenjen. Leta 1784 je postal član Edinburške Kraljeve družbe, leta  1787 pa je bil uzvoljen za člana Batavijske družbe za eksperimentalno filozofijo  s sedežem v Rotterdamu. Leta 1789 je bil izvoljen v elitno Družbo gradbenih inženirjev. Leta 1806 mu je Univerza v Glasgowu podelila častni doktorat pravnih znanosti, leta 1814 pa ga je Francoska akademija izvolila za tujega dopisnega člana.
Po Jamesu Wattu se za njegove prispevke k razvoju parnega stroja imenuje enota za moč watt, ki je bila leta 1960 vključena v mednarodni sistem merskih enot (SI).
Boulton in  Watt sta upodobljena na angleških bankovcih za 50 £, ki so v obtoku od 2. novemra 2011.
Leta 2011 je bil eden od sedmih zaslužnih mož, slovesno sprejetih v  Scottish Engineering Hall of Fame.

## Patenti
Watt je bil avtor in  lastnik naslednjih patentov:
- Patent 913:  Postopek za zmanjšanje porabe pare v parnih strojih z ločenim kondenzatorjem.  Specifikacija je bila sprejeta 5. januarja 1769, vpisana 29.  aprila 1769 in s sklepom parlamenta leta 1775 podaljšana do junija 1800.
- Patent 1244: Nova metoda za kopiranje pisem. Specifikacija je bila sprejeta  14. februarja 1780 in vpisana 31. maja 1780.
- Patent 1306: Nove metode za doseganje neprekinjenega krožnega gibanja -  sonce in planeti.  Specifikacija je bila sprejeta  25. oktobra 1781 in vpisana 23. februarja 1782.
- Patent 1321: Nove izboljšave parnega stroja – razširitev in dvojno delovanje.   Specifikacija je bila sprejeta  14. marca 1782 in vpisana 4. julija 1782.
- Patent 1432: Nove izboljšave parnega stroja – pogon s tremi drogovi in parna kočija. Specifikacija je bila sprejeta  28. aprila 1782 ib vpisana 25. avgusta 1782.
- Patent 1485: Najnovejše izboljšane metode za gradnjo  (talilnih) peči.  Specifikacija je bila sprejeta  14. junija 1785 in vpisana 9. julija 1785.